# Gschlössbach
Der Gschlössbach ist ein Gletscherbach in den Hohen Tauern im Osttirol. Der in West-Ost-Richtung verlaufende Bach entspringt am Viltragenkees, weshalb der Oberlauf auch als Viltragenbach bezeichnet wird. Der Gschlössbach entwässert einen Großteil der östlichen Venedigergruppe. 

## Verlauf
Die Oberlauf des Gschlössbach wird in Quellen unterschiedlich als Gschlössbach oder Viltragenbach bezeichnet. Teilweise wird daher der Beginn des Gschlössbachs mit dem Zusammenfluss von Viltragenbach und Schlatenbach festgelegt. Im Flächenverzeichnis der österreichischen Flussgebiete fehlt der Viltragenbach jedoch und es wird dessen Einzugsgebiet vollständig dem Gschlössbach zugerechnet. 
Auf einer Höhe von 2245 m tritt der Gschlössbach bzw. der Viltragenbach aus dem Gletschertor des Viltragenkeeses aus. Über eine stark geschiebeführende Steilstufe, bei der das Wasser über große Blöcke und anstehenden Fels fließt (Megalithal) gelangt der Bach in einen flacheren Talkessel, in dem sich der Bach auf einem kurzen Abschnitt verzweigt und wo charakteristische Gletscherbachalluvione ausgebildet sind. Im Gegensatz zur Gewässerstrecke nach Einmündung des Schlatenbachs ist der Viltragenbach nicht durch regulierende Maßnahmen beeinflusst.
Auf einer Höhe von 1730 m mündet der etwas südlicher fließende Schlatenbach in den Viltragenbach, wobei hier das eigentliche Gschlösstal beginnt. Zwischen Außergschlöss und der Wolgemuthalm, 1,5 km nordwestlich des Matreier Tauernhauses, auf einer Höhe von 1670 m, mündet der Gschlössbach in den im Tauerntal entspringenden Tauernbach. Der Gschlössbach ist an der Mündungsstelle der größere der beiden Bäche.
Im Mündungsbereich des Schlatenbachs ist der Gschlössbach durch künstliche Bauwerke, die dem Geschieberückhalt dienen, in seiner Durchgängigkeit unterbrochen. Die weitere Fließstrecke bis Außergschlöss ist durch geringes Gefälle und durch Weideland charakterisiert. Zum Schutz der Weiden und der entlang des Bachs verlaufenden Forststraße ist dieser Bereich reguliert. Das durchschnittliche Gefälle in diesem Bereich beträgt 7,9 %.